# Az icipici óriás
Az icipici óriás (eredeti cím: The Small Giant) francia televíziós 2D-s számítógépes animációs sorozat, amelyet Olivier Reynal rendezett. A zenéjét Gana David szerezte. Franciaországban a Gulli vetítette, Magyarországon pedig a Minimax sugározta.

## Ismertető
A főszereplő, Emily, aki egy kislány. De már unja, hogy mindenki kislányként kezeli mindig. Ezért nagyon jó a kedve, amikor a nyáron egyedül elmehet vakációzni. Eközben egy elvarázsolt völgyhöz jut. Itt a völgyben életre kel a plüsspanda hátizsákja. Saját maga pedig egy icipici óriásra nő meg, de csaknem tíz láb magas lesz. Elmerrel összetalálkozik, aki pontosan egy vele egykorú srác. De csak fele olyan magas, hozzá képest. A csodás völgyet együtt felfedezik, a szentteknősökkel benne és virágmadarakkal, valamint az óriás rákokkal. Összetartva sok hihetetlen kalandokat élnek át.

## Szereplők
- Emily – Az icipici óriás, aki amúgy egy kislány. Unja, hogy mindig kislánynak kezelik, ezért az a kívánsága, hogy nagyra nőjön. Az elvarázsolt völgyben, a kívánságára csak nem 10 láb magas lesz. Egy ideig, amíg az elvarázsolt völgyben tartózkodik, icipici óriásként éli életét. Amikor haza megy, visszanyeri saját méretét.
- Callas Kardamohn – Emily egy ismerőse, aki egy ideig kicsit barátságtalan Emily-vel szemben, mivel azóta nem rá figyelnek jobban, mióta Emily ott tartózkodik, de végül nehezen békét kötnek.
- Fiona Surayo – Az almatermesztő pár lánya, Callas jó barátja, de mióta Emily ott tartózkodik, néha félre értik egymást, de végül újra barátokká válnak.
- Betty – Aranyos kislány, akinek Emily segít, néha csalódnak egymásban, de ráéreznek egymásra, hogy barátok és szegény családban él.
- Mary – Kedves hölgy, aki babáját egyszer Emily is segítette.
- Amalia – Jószívű fiatalasszony, akinél lakhat egy ideig Emily.
- Alma és Szilva – Két kislány, akik összetartanak és Emily is segít nekik.
- Elmer Baokan – Emily-vel egy egykorú srác, aki fele olyan magas. Sok kalandot élnek át együtt.
- Sarah Baokan – Elmer anyja
- Aaron Baokan – Elmer apja
- Fred – Emily-vel szintén egy egykorú srác.
- Kinoobi – Emily beszélő panda hátizsákja.
- Sámán – Nagyon bölcs varázsló, aki Amalia apja.
- Jonass Mendelssohn – Egy kedves halász fiú, akit mindig szerette Emily-t.
- George Pao-Ju – Az éji klein tagja, a fogadós pár fia.
- Juis – A versenybíró, Mary férje.

## Magyar hangok
- Balsai Mónika – Emily
- Baráth István – Elmer Baokan
- Berkes Bence – Fred
- Berkes Boglárka – Callas Kardamohn
- Kapácsy Miklós – Kinoobi
- Lamboni Anna – Fiona Surayo
- Szalay Csongor – George Pao-Ju
- Bogdán Gergő – Jonass Mendelssohn
- Gubányi György – Sámán
- Szabó Gertrúd – Sarah Baokan, Elmer anyja
- Vári Attila – Aaron Baokan, Elmer apja
- Németh Kriszta – Amalia
- Hermann Lilla – Alma és Szilva / Mikey (nevetve)
- Papucsek Vilmos – Mr. Mendelssohn, Jonass apja / Mr. Kardamohn, Callas apja
- Kelemen Kata – Mrs. Kardamohn, Callas anyja / Mrs. Surayo, Fiona anyja
- Solecki Janka – Mary
- Fellegi Lénárd – Juis
- Pekár Adrienn – Betty
- Beratin Gábor – Betty apja
- Potocsny Andor – Mr. Kinzou
- Uri István – Zapo bácsi
- Farkas Zita – Miss Zapo / Betty anyja / Mrs. Kinzou / Ikrek anyja / Mrs. Pao-Ju, George anyja / Jenny
- Haagen Imre – Ikrek apja / Mr. Surayo, Fiona apja / Mr. Pao-Ju, George apja

## Epizódok
1. Amalia nyakéke (Amalia's Necklase)
2. A sas fészke (The Eagle's Nest)
3. Betty szöktetése (Runaway Betty)
4. A boszorka (The Witch)
5. Rákhalászat (Crab Fishing)
6. Emily cicusa (Emily's Pet)
7. Kinoobi kalandja (Kinoobi Lightens Up)
8. Az áradás (The Flood)
9. A tavaszi fesztivál (The Spring Festival)
10. A tó szelleme (The Spirits of the Shallows)
11. A pillangóvadászat (The Butterfly Hunt)
12. A háború (The Clubhouse War)
13. Álmatlan éjszakák (Sleeplees Nights)
14. A vizsga (The Majorette)
15. Emily titka (Emily's Secret)
16. A csempészek (The Smugglers)
17. Mendelssohn hálója (Mendelssohn's Net)
18. Édes felhők (In The Clouds)
19. A nagy verseny (The Great Shower Race)
20. A pókháló (The Spider Web)
21. A virágmadarak éjszakája (The Nights of the Flower-Birds)
22. Az óriás hal (The Big Fish)
23. A szabály az szabály! (Rules are Rules!)
24. Veszélyes fürdőzés  (The Mud Bath)
25. Keki kaland (Kaki Madness)
26. A küldetés (The Mission)
27. Makacs mint a bölény (Stubborn as a Buffalo)
28. Óriás az éjszakában (A Giant in the Night)
29. A testőrök (The Badyguards)
30. Emily naplója (Emily's Diary)
31. Az új parfüm (A New Perfume)
32. A vízhiány (The Water Problem)
33. Emily méze (Emily's Honey)
34. A hullócsillag (Night of the Shooting Stars)
35. Emily születésnapja (Emily's Birthday)
36. A háromszemű kígyó (The Tree-Eyed Snake)
37. Barlangkaland (Adventures in Kakiland)
38. Az utánozóbabok (The Copy-Cat Beans)
39. Szavazzatok rám! (Vote For Me!)
40. A papírsárkány verseny (The Knite-Flying Contest)
41. Kinoobit elrabolják (Kinoobi Gets Kidnapped)
42. George átáll (George Switches Sides)
43. Fred kifakad (Fred Breaks Out)
44. A csodalámpa (Magic Lantern)
45. Callas és a rákok (Crabby Behavior)
46. A kedvenc fa (The ClimBing Tree)
47. A Sámán titka (The Saman's Secret)
48. Mini Kinoobi (Mini Kinoobi)
49. A fogadós (The Innkeeper)
50. Dupla veszedelem (Drouble Trouble)
51. Az igazság köve (The Kaki of Justice)
52. Callas eltűnik (Callas Disappears)